# Sturm und Drang

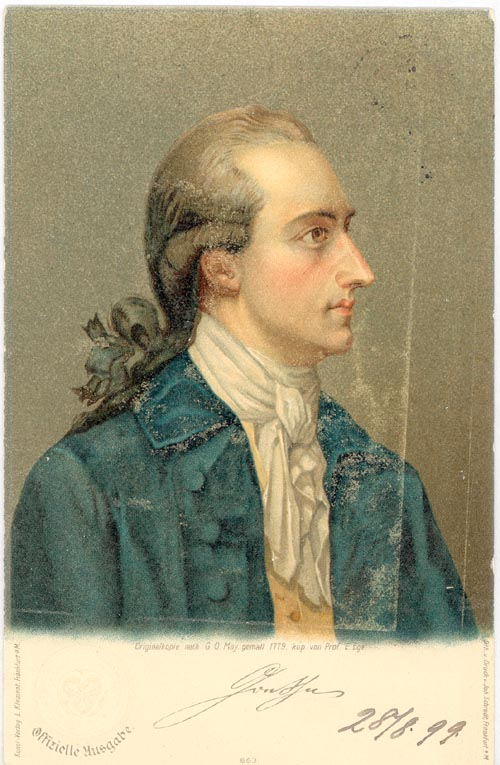
Johann Wolfgang von Goethe (1779)

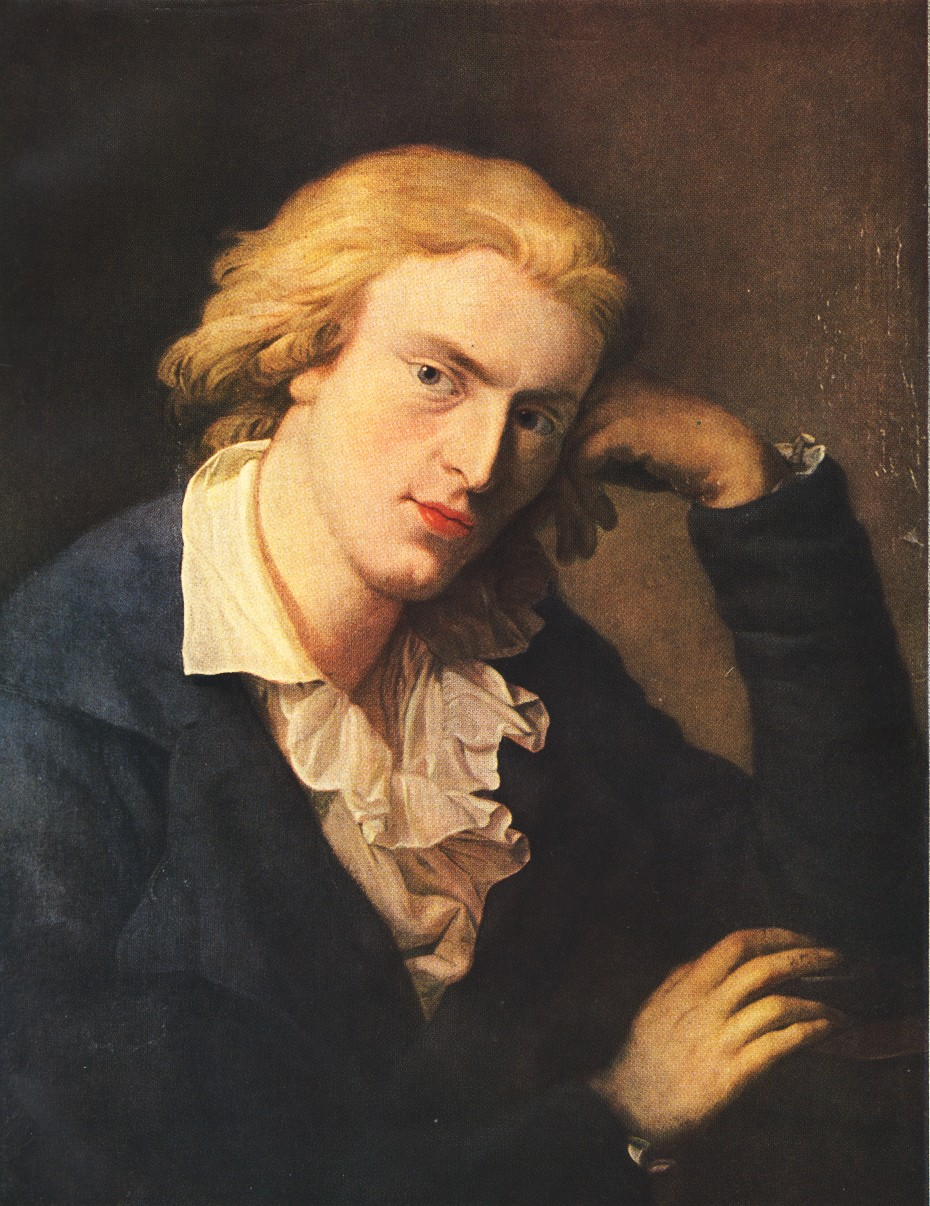
Friedrich Schiller (cca v letech 1786 – 1791)

Sturm und Drang (do češtiny tradičně překládáno jako „Bouře a vzdor“) bylo německé preromantické literární hnutí, působící v 18. století, zejména v letech 1767–1785.

## Název
Sturm und Drang získalo své jméno podle stejnojmenné hry Friedricha Maximiliana Klingera. Název se obtížně překládá, protože Sturm může znamenat jak bouři, tak také útok, a Drang je také touha, pud, nápor. Podle svého programu se někdy označuje jako „éra géniů“ (německy Geniezeit). Rysy jsou téměř stejné jako u preromantismu. Idealizace individuální vzpoury jedince (hrdina většinou končí tragicky).

## Popis a význam
Toto hnutí působilo pouze v německé literatuře, vzniklo jako určitá reakce na éru racionalismu a osvícenství. Na rozdíl od tehdejších trendů, které vyzdvihovaly rozum, přišlo Sturm und Drang s návratem k emocím. Tato snaha o emotivnost vyústila ve snahu o rozvoj geniální osobnosti, která by nejednala racionálně, ale právě naopak rozvíjela svou emocionalitu. Ve svých dílech tak tito literáti kladli velký důraz na cit a fantazii, což nutně vedlo ke zdůrazňování tvůrčí i osobní svobody a nadřazenosti osobnosti nad pravidly a autoritami. Z těchto myšlenek vznikl požadavek na originalitu; inspirací k jednotlivým dílům byla především příroda a lidová slovesnost.
Tyto myšlenky vyústily ve vzpouru mladé generace proti konvencím, a to nejen literárním, ale postupně i společenským. Nejpříhodnějším literárním útvarem pro jejich díla bylo drama, které nejvíce umožnilo naplnit tyto ideály.
V omezené míře se toto hnutí odrazilo i v hudbě, kde však nedosáhlo takového významu jako v literatuře.
Myšlenky hnutí silně ovlivnily německý romantismus. Patrný byl zejména vliv Schillera a důraz na iracionalismus.

## Představitelé
- Johann Wolfgang von Goethe
- Friedrich Schiller (v mladším věku)
- Friedrich Maximilian Klinger
- Jakob Michael Reinhold Lenz
- Gottfried August Bürger
- Heinrich Wilhelm von Gerstenberg
- Johann Georg Hamann
- Johann Jakob Wilhelm Heinse
- Johann Gottfried Herder